# Mariano Martín
Mariano Martín Alonso (* 20. Oktober 1919 in Dueñas, Kastilien-León, Spanien; † 19. September 1998 in Barcelona) war ein spanischer Fußballspieler.
Er war einer der besten Stürmer in der Geschichte des FC Barcelona, für den er von 1940 bis 1948 spielte. In dieser Zeit erzielte er mehr als einen Treffer pro Spiel, insgesamt 188 Tore in 167 Spielen. Er ist mit 124 Pflichtspieltoren der fünfterfolgreichste Schütze aller Zeiten bei Barça und in der Saison 1942/43 mit 30 Treffern in 23 Spielen auch der erste Spieler Barcelonas, der Torschützenkönig in der Primera División wurde.
Sein sehr impulsives Auftreten vor dem Tor führte im Februar 1944 zu einer schweren Verletzung am Knie, von der er sich zwar erholen konnte, aber später nie wieder seine Form vor der Verletzung erlangte. Am Ende seiner Profilaufbahn spielte er von 1948 bis 1950 bei Gimnàstic de Tarragona und von 1950 bis 1951 bei UE Sant Andreu.

## Erfolge
- Spanischer Meister: 1945, 1948
- Spanischer Pokal: 1942
- Copa de Oro Argentina: 1945
- Copa Eva Duarte: 1948
- Torschützenkönig in der Primera División: 1943